# Lontzen
Lontzen (in vallone Lonzene) è un comune di lingua tedesca del Belgio situato nella Regione Vallonia, nella provincia di Liegi.
Fa parte dei comuni dei Cantoni dell'Est, riannessi al Belgio dopo il Trattato di Versailles. Precedentemente, il comune fece parte della Germania dal 1814 al 1919. 
Il comune è diviso in due centri abitati principali: Lontzen e Walhorn. Fanno parte del comune anche le località di Astenet, Busch, Herbesthal e Rabotrath

## Storia
La prima testimonianza dell'esistenza di Lontzen risale al 21 aprile 1076: in quella data Enrico IV donò, fra le altre cose, il baliaggio sul centro abitato al capitolo della cattedrale di Aquisgrana. Lontzen fece parte del Ducato di Limburgo sino alla Rivoluzione francese; dal 1795 passò invece al Dipartimento dell'Ourthe. Con il maggio del 1814 il comune fu nuovamente separato dalla Francia e concesso, in seguito al Congresso di Vienna del 1815, alla Prussia. Successivamente entrò a far parte della Provincia del Granducato del Basso Reno (dal 1822 Provincia del Reno): si riconobbe allora il tedesco quale lingua ufficiale. 
Con il Trattato di Versailles Lontzen viene assegnato al Belgio (10 gennaio 1920), dal 1940 al 1944 è annesso al Reich tedesco e infine al termine della Seconda guerra mondiale torna territorio belga.